# Peppino Girella
Peppino Girella è uno sceneggiato televisivo, diretto da Eduardo De Filippo e da lui scritto insieme a Isabella Quarantotti.

## Trama
Attraverso le vicende della famiglia Girella e del piccolo mondo che le ruota attorno, Eduardo racconta le difficoltà dell'esistenza quotidiana nei "bassi" di Napoli, il problema del lavoro minorile e il dramma della disoccupazione.

## Produzione
Nel cast, tra gli altri, oltre allo stesso Eduardo (Andrea Girella), Luisa Conte (Jolanda, moglie di Andrea Girella), Giuseppe Fusco (Peppino Girella, figlio della coppia), Clara Bindi (Mafalda, sorella di Jolanda), Carlo Romano (Luigi Paternò, suo marito), Carlo Lima (Amerigo Paternò, suo figlio), Giuliana Lojodice (Angela, fidanzata di Amerigo), Ugo D'Alessio (Matteo Milordo, amico di Andrea), Enzo Cannavale (Rafele Capece, altro amico di Andrea), Angela Luce (donna Clotilde, proprietaria del "bar Stella"), Gennarino Palumbo (il barista Carluccio), Rino Genovese (il cav. Carmelo Dabbene, cognato di Andrea), Nina De Padova (Concetta, sorella di Andrea e moglie del cav. Dabbene), Pietro Carloni (D'Andrea, vicedirettore della Banca d'Italia), Enzo Turco (don Enrico, usciere della banca), Anna Walter (Immacolatella, moglie di Matteo Milordo), Marisa Mantovani (Marisa Galletti), Sara Pucci (donna Lucia, proprietaria della camiceria dove lavorano Angela e Jolanda), Elena Tilena e Marinella Gennuso (Ninuccia e Rosina, due altre lavoranti della camiceria), e infine Maria Teresa Vianello, nella parte di Loredana, l'indossatrice che fa perdere la testa al piccolo Peppino. Il protagonista undicenne dello sceneggiato, Peppino Girella, è interpretato da Giuseppe (Peppino) Fusco, figlio di una donna di Positano che teneva in ordine la casa di Eduardo. Un attore "preso dalla strada", che debuttò in un ruolo importante quanto quello di Eduardo, ma che dopo questa avventura televisiva ritornò alla sua vita normale.
Le musiche furono composte da Romolo Grano, i costumi elaborati da Marilù (Maria Luisa) Alianello, la scenografia da Maurizio Mammì.
Fu girato in bianco e nero, su supporto magnetico, nel centro di produzione RAI di Roma per le scene in interni, e a Napoli per le scene in esterni.

## Distribuzione
Fu trasmesso in sei puntate dalla Rai, il 14, 21, 28 aprile e il 5, 12, 19 maggio 1963. Venne replicato dal 4 ottobre 1973, per sei puntate settimanali, e in seguito l'11 e 12 luglio 1981. Ogni puntata dura circa 75 minuti.